# Egmont (Goethe)
Egmont est une pièce de théâtre de Johann Wolfgang von Goethe, écrite en 1788, dont la dramaturgie est largement inspirée des tragédies de Shakespeare. 
Son sujet est tiré d'un épisode tragique du soulèvement des Pays-Bas contre Philippe II, l'exécution, le 5 juin 1568, des comtes d'Egmont et de Hornes à la suite de leur condamnation à mort par un tribunal d'exception créé par le duc d'Albe, chargé par Philippe II de rétablir l'ordre.
Le personnage principal d’Egmont est un homme qui a foi en la bonté humaine. À ce titre il est dans la ligne du mouvement Sturm und Drang (« Tempête et passion », ou « Tempête et élan », en tout cas quelque chose de pressant). La pièce est également un manifeste politique pour la justice et la liberté face à l’oppression d’un despote.

## Éléments historiques
Le lieu de la pièce est la ville de Bruxelles, où se trouvaient alors les organes centraux du gouvernement des Pays-Bas, qui, avant la proclamation d'indépendance des Provinces-Unies (1581), s'étendaient de l'Artois à la Frise. C'était notamment la résidence de la régente Marguerite de Parme, demi-sœur de Philippe, en place depuis 1559. 
Goethe reprend de nombreux événements historiques, mais le temps subit une contraction : au début, on est au moment de la crise iconoclaste dans le comté de Flandre (août 1566) ; très rapidement (dans la pièce) le duc d'Albe arrive à Bruxelles (en réalité en août 1567, une année plus tard). 
Le comte Lamoral d’Egmont, prince de Gavre (1522-1568), était un noble néerlandais de haut rang, gouverneur du comté de Flandre et membre de l'ordre de la Toison d'or (faits signalés dans la pièce), mais aussi membre du Conseil d'État, où il était lié avec le comte de Hornes et avec Guillaume d'Orange, « le Taciturne » (personnage de la pièce). Ces trois hommes y ont formé, de 1560 à 1566, l'opposition nobiliaire face aux représentants de Philippe II, notamment le cardinal Granvelle.
En 1567, à la suite des troubles liés à la révolte des Gueux (des nobles néerlandais) et à la furie iconoclaste (des calvinistes), le duc d'Albe, Ferdinand Alvare de Tolède, est envoyé par Philippe II, souverain des Pays-Bas, avec une armée de 17 000 soldats aguerris, pour rétablir l'ordre. Son arrivée marginalise la régente qui se retire assez vite, lui laissant la place de gouverneur, qu'il occupera jusqu'en 1573. 
Arrivé à Bruxelles le 22 août 1567, il fait arrêter les comtes d'Egmont et de Hornes le 9 septembre, dans des conditions peu honorables pour lui, et institue le Conseil des troubles le 20. Condamnés à mort pour haute trahison (en fait pour s'être opposé à Philippe et avoir été tolérants envers le culte calviniste), les deux hommes sont exécutés le 5 juin 1568. Guillaume d'Orange échappe au même sort parce qu'il a eu la prudence de quitter les Pays-Bas avant l'arrivée du duc d'Albe (fait signalé dans la pièce).

## La pièce

### Les personnages
Personnages historiques :
- Marguerite de Parme
- le comte d'Egmont
- Guillaume d'Orange (« le Taciturne »)
- le duc d'Albe
- Ferdinand, fils naturel du duc d'Albe

Autres
- Machiavel, secrétaire de Marguerite (le vrai Machiavel est mort en 1527)
- Richard, secrétaire d'Egmont
- Claire, maîtresse d'Egmont
- la mère de Claire
- Brackenbourg, jeune Bruxellois amoureux de Claire
- Buyck (en référence au bourgmestre d'Amsterdam Joost Buyck, ou plus probablement Jean Buyck, commandant de la flotte flamande), soldat sous le commandement d'Egmont.

Le peuple de Bruxelles
- les bourgeois de Bruxelles : Soest (mercier), Jetter (tailleur), un charpentier, un savonnier
- Ruysum, invalide, ancien soldat d'Egmont, notamment à Gravelines
- Vansen, copiste, militant des libertés néerlandaises, opposé à Philippe II
- gens du peuple (figurants)

### Argument
Goethe décrit le combat du comte d'Egmont contre le duc d’Albe, représentant despotique d'un souverain intransigeant.
Egmont, arrêté et emprisonné, est abandonné par la régente et par le peuple qui se montre lâche. Malgré les efforts de sa maîtresse, une jeune femme de Bruxelles, il est condamné à mort. De désespoir, celle-ci met fin à ses jours. 
La pièce se termine avec un appel à l’indépendance d'Egmont. Sa mort en martyr apparaît alors comme une victoire contre l’oppression.

## Genèse de l'œuvre
Cette pièce n’est pas sortie d’un jet de la plume de Goethe. Dès l’âge de 26 ans (en 1775), pour se distraire d’un chagrin d’amour, il avait esquissé la pièce et écrit la scène principale. C’est en 1782 qu’il envoya l’ébauche à Justus Moeser en le priant de lui donner son jugement sur l’ouvrage. Peu satisfait, il laissa de côté le manuscrit jusqu'en 1787, date à laquelle il publia une édition complète de ses œuvres. En quatre semaines de travail, seuls quelques changements furent opérés sur le texte de 1782. Il écrivait ainsi deux mois plus tard à un ami :

« Je suis bien aise de l’accueil que l’on fait à mon Egmont : j’espère que l’ouvrage ne perdra rien à une seconde lecture, car je sais ce que j’y ai mis et sais aussi qu’il n’est pas possible de le découvrir à première vue. C’est une tâche d’une difficulté inexprimable, que je n’aurais pu mener à bonne fin sans une indépendance absolue de vie et d’esprit. Qu’on se représente ce que signifient ces mots : reprendre un ouvrage qui a été écrit douze ans plus tôt et l’achever sans le remanier de fond en comble.
Au nombre des parties de l’histoire universelle que j’avais étudiée avec quelques soins, se trouvaient les événements qui ont rendu si célèbre les Pays-Bas. J’avais étudié consciencieusement les sources et cherché, de mon mieux, à m’instruire directement et à me faire de tout une image vivante. Les situations m’avaient paru dramatiques au plus haut point, et comme figure principale, autour de laquelle les autres étaient susceptibles de se grouper de la manière la plus heureuse, le comte Egmont m’avait frappé : sa grandeur humaine et chevaleresque me plaisait par-dessus tout.
Mais, pour mon dessein, je dus transformer le caractère de mon héros et lui attribuer des qualités qui conviennent mieux à un jeune homme qu’à un homme d’âge mûr, à un célibataire qu’à un père de famille, à un personnage indépendant qu’à celui qui, avec le plus grand amour de la liberté, est entravé par les multiples nécessités de sa situation. […]
Le courage personnel qui caractérise notre héros est la base même sur laquelle répond toute son existence. […] Il ne connaît aucun danger, il s’aveugle sur le plus grand qui s’approche de lui. […] Voilà sans doute ce qui a assuré à cette pièce, sinon au début, du moins plus tard et au bon moment, la faveur dont elle jouit encore. »

## Critique
Egmont n'est pas une victime de la fatalité, ni intérieure, ni extérieure. Si Goethe avait voulu faire une pièce sur la fatalité, il aurait bien raté son objectif.
La langue est pleine d’originalité et de verdeur dans les premières scènes, se rapprochant davantage du style idéalisant d’Iphigénie et de Tasso à partir du 3e acte. Goethe abuse un peu des termes français.
Moins originale que Götz von Berlichingen, inférieure à Iphigénie et à Torquoto Tasso, la tragédie Egmont – qui n’a rien de tragique – est une œuvre gracieuse et touchante. L’intérêt en est soutenu, et, par ses qualités comme par ses défauts, elle est plus abordable que les chefs-d’œuvre dramatiques de Goethe.

## Mise en musique
En lisant la pièce, Beethoven fut saisi d’une grande envie d’écrire une musique inspirée de ce thème de liberté. Le 8 août 1809, il écrit à ses éditeurs Breitkopf et Härtel son désir de mettre Egmont en musique. Il leur demande à cette occasion une édition des œuvres complètes de Goethe. D’après le musicologue Ernst Theodor Amadeus Hoffmann, son contemporain, « Beethoven était entre les musiciens le seul capable de saisir l’essence profonde de cette œuvre à la fois délicate et forte ».